# Ассоциация профессиональных игроков гольфа США
Основанная в 1916 году, Ассоциация профессиональных игроков гольфа США (АПИГ) со штаб-квартирой в городе Палм-Бич Гарденс, штат Флорида, состоит из более чем 28000 мужчин и женщин профессиональных игроков гольф . Целью организации является повышение интереса к гольфу у населения.

## История
17 января 1916 года, менеджер одного из универмагов в США Родман Уонамейкер устроил обед для профессиональных игроков в гольф и известных любителей в клубе Таплоу в Нью-Йорке. Целью собрания было обсуждение создания национальной ассоциации, которая будет способствовать повышению интереса к гольфу, а также помощь в получении призвания профессиональным гольфистам. Последующие заседания проводились в течение ближайших двух месяцев, а 10 апреля 1916 года, была создана АПИГ 35 учредителями-подписантами устава и подзаконных актов.

## Миссия
Миссия АПИГ заключается в содействии осуществлению и участию в игре в гольф среди широкой общественности, а также внесение своего вклада в развитие игры, производя услуги и товары для профессионалов гольфа.

## Профессионалы АПИГ
Сегодняшние профессионалы АПИГ проходят более 800 часов обучения.
Чтобы быть избранным в члены АПИГ, претенденты (ученики) и студенты должны пройти три уровня подготовки, письменные экзамены, семинары, и пройти аттестационную игру.

## Чемпионаты
АПИГ проводит ряд крупных мероприятий, включая Чемпионат АПИГ, Чемпионат АПИГ среди профессионалов и Кубок Райдера, проходящий раз в два года.

## Фонд АПИГ
Фонд АПИГ выступает в качестве благотворительной, образовательной и научно-исследовательской организации, который был основан в 1954 году. Фонд распределяет средства на обучение гольфу и обширные программы в гольф, научные исследования и образование, программы для любителей и новичков.

## Владения АПИГ
- Поле для гольфа АПИГ (Порт Сент-Люси, штат Флорида) — 54 лунки, общественный доступ, гольф-курорт спроектирован Томом Фацио и Пит Дай в Деревне АПИГ
- Центр повышения квалификации АПИГ (Порт Сент-Люси, штат Флорида) — поле для гольфа общей площадью 35 акров (140000 м2)
- Гольф-музей АПИГ (Порт Сент-Люси, Флорида) — музей истории для гольфа с трофеями и другими экспонатами, вход свободный
- Образовательный центр АПИГ (Порт Сент-Люси, штат Флорида)
- Кантри Клаб АПИГ (Порт Сент-Люси, штат Флорида) — поле для гольфа на 18 лунок
- Гольф-клуб «Вальхалла» (Луисвилл, Кентукки) — Первое место среди 95 «100 лучших гольф-клубов в США» согласно журналу Гольф Дайджест.[2]
- Деревня Апиг, Багамские Острова (Cat Island).